# Roppener Tunnel
Der Roppener Tunnel ist ein zweiröhriger Straßentunnel der Inntal Autobahn A12 im Tiroler Oberland. Er ist 5095 (Nordröhre) bzw. 5079 Meter (Südröhre) lang.
Der Tunnel unterquert den steilen Südhang des Tschirgant bei einer maximalen Gebirgsüberlagerung von ca. 500 m. Er dient der Umgehung der engen Imster Schlucht und als Entlastung für die Gemeinden Karrösten, Karres und Roppen.
Seit der Eröffnung der ersten Röhre 1990 gab es mit diesem Tunnel etliche Probleme und Unfälle, was häufig zu Verkehrsstaus führte. Im Juli 2006 wurde mit dem Bau der zweiten (südlichen) Tunnelröhre begonnen. Diese wurde am 23. September 2009 für den Verkehr freigegeben. Die Bestandsröhre wurde bis Ende 2010 saniert und den neuen Sicherheitsstandards angepasst. Beide Röhren wurden am 17. Dezember 2010 dem Verkehr übergeben.
Im Jahr 2011 passierten im Schnitt 19.212 Kraftfahrzeuge pro Tag den Tunnel, davon rund 23 % LKWs.
Für Sondertransporte ab einer Breite von 3,26 m muss die Tunnelwarte St. Jakob am Arlberg den Tunnel sperren. Höhenkontrolle 4,50 m. Die Tunnelzuständigkeit liegt bei der ASFINAG Alpenstraßen GmbH. Bei Sperrung des Tunnels wird der Verkehr über die B171 Tiroler Straße umgeleitet.